# میگل مینگز
میگل مینگز (اسپانیایی: Miguel Mínguez‎؛ زادهٔ ۳۰ اوت ۱۹۸۸ ‏(۳۶ سال)) دوچرخه‌سوار اهل اسپانیا است. وی در مسابقات جیرو دیتالیا شرکت کرده است.